# Frieda Keller

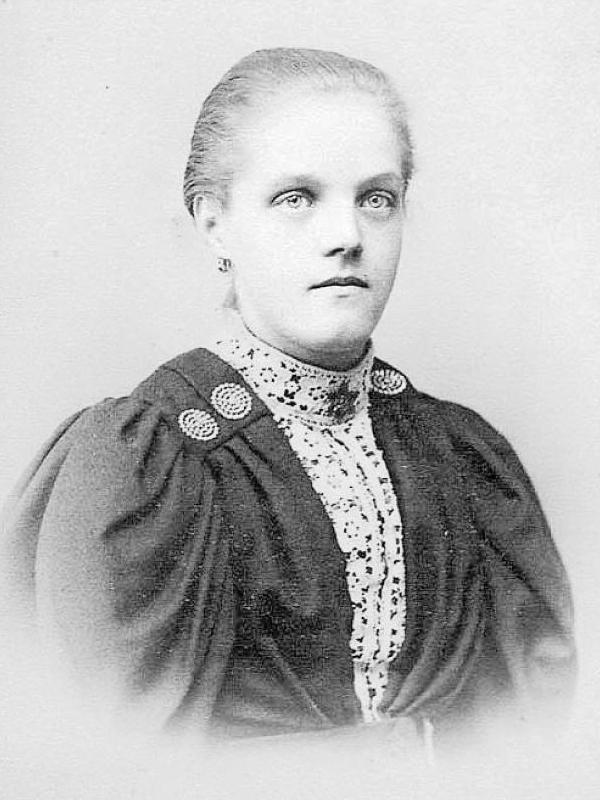
Frieda Keller, 1903

Frieda Keller (* 24. Dezember 1879 in Bischofszell; † 7. September 1942 in Münsterlingen) war eine verurteilte Kindsmörderin sowie Schneiderin und Näherin. Sie wurde am 12. November 1904 wegen des Mordes an ihrem Sohn Ernst vom Kantonsgericht St. Gallen zum Tode verurteilt. Am 24. November 1904 erfolgte die Begnadigung durch den Grossen Rat des Kantons St. Gallen und die Umwandlung des Todesurteils in eine lebenslängliche Zuchthausstrafe in Einzelhaft.

## Leben vor der Tat
Frieda Keller wurde als fünftes von elf Kindern des Ehepaars Jakob und Anna Keller-Kobi in Bischofszell geboren. Ihr Vater Jakob Keller führte in Bischofszell eine Schusterei-Werkstatt.
Noch während der Schulzeit in Bischofszell begann Frieda Keller zu sticken und nähen. Nach der Schulzeit arbeitete sie zuerst als «Fädenabschneiderin» in der Stickereiindustrie, um zum Unterhalt der Familie beizusteuern. Im Herbst 1895 begann sie als 16-Jährige im Schneideratelier von Mathilde Müller in Bischofszell eine Lehre als Damenschneiderin, die sie nach eineinhalb Jahren abschloss. Danach half Frieda Keller ihrer kränklichen Mutter im Haushalt. Um sich etwas dazuzuverdienen, begann sie als Aushilfe im Wirtshaus «Zur Post» in Bischofszell zu arbeiten. Der Chef, Karl Zimmerli, war ein Freund ihres Vaters und verheiratet. Er vergewaltigte Frieda Keller mehrfach im Keller des Restaurants und in seiner Wohnung. Im November 1898 bemerkte Frieda Keller, dass sie schwanger war. Daraufhin verliess sie ihre Stelle im Wirtshaus «Zur Post» und begann in St. Gallen bei Leontine Bahon als Schneiderin zu arbeiten. Die Schwangerschaft blieb von ihrer Chefin bis acht Wochen vor der Geburt unbemerkt. Auf Bitten von Frieda Keller fuhr Leontine Bahon nach Bischofszell zu Friedas Eltern, um sie über die uneheliche Schwangerschaft in Kenntnis zu setzen. Der Vater verstiess Frieda daraufhin. Er verstarb am 4. September 1901. Ihre Mutter Anna Keller zeigte mehr Verständnis, genauso wie ihre Arbeitgeberin Leontine Bahon. Der Sohn Ernst Keller wurde am 27. Mai 1899 geboren. Die drei Frauen beschlossen, das Kind nach der Geburt in der Kinderbewahrungsanstalt «Tempelacker» in St. Gallen unterzubringen.
Der Kindsvater Karl Zimmerli wurde von Frieda Kellers Mutter über die Geburt informiert. Die Vergewaltigung hatte für Zimmerli keine strafrechtlichen Konsequenzen. Frieda Keller reichte auch keine Vaterschaftsklage ein, da diese zu dieser Zeit ausweglos war. Klagen auf Vaterschaft wurden laut dem Privatrechtlichen Gesetzbuch für den Kanton Thurgau unter anderem dann abgewiesen, wenn der Beklagte zur Zeit der Schwängerung verheiratet und die Klägerin über seinen Zivilstand Bescheid wusste. Karl Zimmerli gab Frieda Keller einmal 30 und einmal 50 Franken für den Unterhalt des Kindes. Frieda Keller hatte grosse Mühe, für ihre eigenen Lebenskosten und das Kostgeld für Ernst im Tempelhof aufzukommen. Sie bekam jedoch finanzielle Hilfe von ihrer Mutter, die sie nach dem Tod des Vaters am 4. September 1901 auch wieder regelmässig im Elternhaus in Bischofszell besuchte. Kurz bevor sie sich im Herbst 1902 in einen Bahnangestellten mit dem Namen Heinrich Rothenfluh verliebte, der in St. Gallen seinen Militärdienst leistete, verstarb ihre Mutter am 29. September 1902. Frieda Keller hatte Heinrich Rothenfluh aus Angst, ihn zu verlieren, nichts von ihrem unehelichen Sohn und der Vergewaltigung erzählt. Nachdem Heinrich Rothenfluh nach Rapperswil versetzt wurde, zerbrach die Freundschaft zwischen den beiden. Am 6. September 1903 wurde Frieda Keller durch die Ordensschwestern in der Kinderbewahrungsanstalt «Tempelacker» mitgeteilt, dass Ernst die Einrichtung aufgrund der baldigen Erreichung der Altersgrenze bald verlassen und anderweitig untergebracht werden müsse. Frieda Keller befand sich somit in einer finanziellen und familiären Notsituation. Im Januar 1904 ersuchte Frieda Keller die Leitung des «Tempelacker» Ernst bis Ostern zu behalten. Nichtsdestotrotz drängten die Schwestern weiterhin darauf, dass Frieda Keller ihren Sohn abholte.

## Tat und polizeiliche Ermittlungen
Frieda Keller holte ihren Sohn am 2. Mai 1904 aus dem «Tempelacker» ab. Als Grund gab sie an, ihn nach München zu einer Tante bringen zu wollen. Mutter und Sohn sassen nach dem Verlassen der Kinderbewahrungsanstalt einige Zeit auf einer Bank beim Hagenbuchwald in St. Fiden. Frieda Keller begann, ein Grab mit ihren Händen und Schuhen auszuheben. Anschliessend erdrosselte sie Ernst mit einer Schnur. Den Leichnam bedeckte sie mit Erde und Blättern.
Am 7. Juni 1904 fanden zwei Spaziergänger, Liliana Pellizari und Luigi Lavagni, im Hagenbuchwald in St. Fiden die teilweise mit Laub bedeckte Leiche eines unbekannten Knaben. Der Leichnam war bereits stark verwest. Laut dem mit der Untersuchung des Knaben beauftragten Arzt war der Tod sechs bis acht Wochen vor der Entdeckung eingetreten. Als Todesursache stellte er Erdrosseln fest. Am Fundort der Leiche wurden keine Spuren gefunden, die Rückschluss auf die Täterschaft geben konnten. Um Hinweise zu erhalten, wurde am 13. Juni 1904 in der Presse eine amtliche Publikation veröffentlicht. Diese enthielt eine genaue Beschreibung der aufgefundenen Kleider des Kindes. Am 14. Juni 1904 meldeten sich zwei Ordensschwestern, die im «Tempelacker» arbeiteten, bei der Staatsanwaltschaft. Lina Rüge und Malwina Durisch konnten die Kleidung bei einer Besichtigung eindeutig ihrem ehemaligen Zögling Ernst Keller zuweisen. Noch am selben Tag wurde Frieda Keller in der Mittagspause bei deren Schwester Bertha Keller-Iselin verhaftet. Sie legte sofort ein Geständnis ab. Als Grund für den Mord gab sie an, in einer ausweglosen Situation gewesen zu sein, da ihre Mutter, auf deren Unterstützung sie in der Vergangenheit hatte zählen können, verstorben war. Sie schämte sich für ihre jahrelange Lüge.
In sämtlichen Akten, die Frieda Kellers Fall betreffen, konnte nirgends ein Nachweis gefunden werden, dass Frieda Keller über das Schicksal ihrer Mutter Anna Keller-Kobi Bescheid wusste. Anna Keller-Kobis erste drei Säuglinge verstarben kurz nach der Geburt. Bei einem konnte der Kindsmord durch die Mutter nachgewiesen werden, woraufhin Anna Keller-Kobi für sechs Jahre in die Arbeits- und Zuchtanstalt Tobel eingewiesen wurde.

## Verurteilung und Begnadigung
Der Prozess am St. Galler Kantonsgericht fand am 11. und 12. November 1904 statt. Die Anklage lautete auf vorsätzlichen Mord, wobei der Staatsanwalt die Todesstrafe forderte. Frieda Kellers Verteidiger, Arnold Janggen, forderte eine Verurteilung wegen Totschlags und mildernde Umstände aufgrund der Notsituation und Verzweiflung der Angeklagten. Das Gericht verurteilte Frieda Keller am 12. November 1904 wegen Mordes zum Tode. Das Urteil löste vor allem bei schweizerischen Frauenorganisationen eine Welle der Empörung aus, da keinerlei mildernde Umstände mit einbezogen worden waren. Es gab aber auch kritische Stimmen, wie beispielsweise durch die katholische Zeitung Die Ostschweiz, die Frieda Keller als kaltblütige Mörderin mit unsittlichem Lebenswandel darstellte.

## Leben in Haft und Tod
Der Verteidiger Arnold Janggen reichte am 14. November 1904 ein Begnadigungsgesuch beim Grossen Rat des Kantons St. Gallen ein, der über die Vollstreckung des Todesurteils zu befinden hatte. Ein zweites Begnadigungsgesuch stammte von der Verurteilten. Das Kantonsparlament entsprach den Gesuchen am 28. November 1904. Das Todesurteil wurde aufgehoben und in eine lebenslange Zuchthausstrafe in Einzelhaft umgewandelt.
Frieda Keller wurde am 25. November 1919 aus der Haft entlassen. Nach einigen Zwischenstationen bei ihrer Schwester Bertha Keller-Iselin in St. Gallen, sowie bei einem Bruder in Strasbourg, gelangte Frieda Keller schliesslich zu einer ehemaligen Jugendfreundin namens Ida Marbach in Hilterfingen, die als geschiedene Frau das Hotel Marbach führte. Ida Marbach übernahm in der Folge sämtliche Gesundheitskosten für Frieda Keller. Diese half im Hotel Marbach als Zimmermädchen aus.
Die jahrelange Haft hatte Spuren hinterlassen: Frieda Keller war physisch angeschlagen. Am 15. Juli 1937, am 30. Dezember 1937 und am 12. September 1938 erlitt Frieda Keller jeweils einen Hirnschlag. Anschliessend wurde sie in die Heil- und Pflegeanstalt Münsingen verlegt. Die Überweisung an die Irrenanstalt Münsterlingen im Kanton Thurgau erfolgte am 22. September 1938, wo Frieda Keller am 7. September 1942 starb.

## Film
- Friedas Fall von Maria Brendle, produziert von Condor Films, Kinostart am 23. Januar 2025.[4] Frieda Keller wird von der St. Galler Schauspielerin Julia Buchmann gespielt. Das Drehbuch wurde geschrieben von Michèle Minelli.[5]